# Diablo III: Reaper of Souls
Diablo III: Reaper of Souls est une extension du jeu vidéo de hack'n slash (terme anglais) Diablo III développé par Blizzard Entertainment et publié sur Microsoft Windows et Mac OS X le 25 mars 2014.

## Trame
Reaper of Souls prend place dans le monde imaginaire de type médiéval-fantastique de Sanctuaire. Son scénario fait suite à celui de Diablo III, à la fin duquel le joueur parvenait à vaincre Diablo et à emprisonner son âme dans la pierre d'âme noire avec celles des autres démons primordiaux. Cette pierre est alors dérobée par Malthaël, autrefois Archange de la Sagesse, devenu l'Ange de la Mort. Avec les Faucheurs, des anges l'ayant suivis dans sa folie, Malthaël espère utiliser le pouvoir de la pierre d'âme noire pour détruire l’humanité et mettre fin au conflit opposant anges et démons. L’extension commence dans le royaume d'Ouestmarche et s'achève à la forteresse de Pandemonium, où Malthaël a trouvé refuge.

## Système de jeu
Reaper of Souls inclut plusieurs nouveautés :
- Une nouvelle classe de personnage : le Croisé, un guerrier spécialisé dans la défense et la magie sacrée.
- Un nouvel acte : l'Acte V, qui se déroule dans la cité d'Ouestmarche, les marais du Sang, les ruines de Corvus, les Champs de l'Éternité et la forteresse de Pandemonium. Malthaël, devenu l'Ange de la Mort, est le principal antagoniste de cet acte[4].
- Un nouveau mode de jeu : le mode Aventure, dans lequel le joueur est libre de voyager entre les différentes zones du jeu pour accomplir des quêtes générées aléatoirement. Ces missions permettent d'obtenir des primes ainsi que des fragments de clef de faille.
- La possibilité de monter jusqu'au niveau 70 et la suppression de la limite de niveaux de Paragon.
- Les failles (Rifts) peuvent être ouvertes avec les fragments de clef collectées en mode aventure. Elles contiennent des zones aléatoires remplies de boss et de récompenses. L'affrontement du gardien de la faille permet, outre le butin classique, de collecter des « cristaux de sang » échangeables en ville avec Kadala selon un système de paris.
- Un nouvel artisan capable d’enchanter des objets, Myriam la mystique, complète les nouveautés du jeu[3].

La mise à jour 2.1.0 a apporté deux principales améliorations au jeu :
- La réintroduction du ladder[5], similaire au mode de jeu en place dans  Diablo II: Lord of Destruction. Au cours de chaque saison, les joueurs peuvent repartir de zéro avec les personnages de leur choix pour évoluer dans le classement. La durée des saisons n'avait pas été précisée au moment du lancement de la saison 1, mais celle-ci a commencé le 29 août 2014 et s'est terminé le 3 février 2015, la saison 2 a commencé le 13 février 2015 et s'est terminé le 5 avril 2015, et la saison 3 a commencé le 10 avril 2015. À la fin d'une saison, les gains monétaires, les objets magiques, et les cristaux de sangs collectés sont conservés et l'expérience gagnée pendant la saison est intégrée au calcul des points de Parangon du mode normal.
- Les failles supérieures, pouvant être ouvertes avec des clés de faille obtenue uniquement sur un gardien de faille, en mode "Tourment", par un personnage de niveau 70 minimum. Un délai de 15 minutes est imposé dans la durée d'exploration de la faille ainsi ouverte. Si le challenge est réussi le joueur peut obtenir ou améliorer des « gemmes légendaires » apportant un bonus de puissance conséquent à son personnage.
- Le Pactole : lorsque l'on tue un gobelin voleur d'or ou que l'on transmute un "anneau de l'énigme", dans le cube de Kanaï, on peut ouvrir le portail menant à cette nouvelle zone. C'est le monde de la Baronne Avarice, la maîtresse des gobelins aux trésors, qui rassemble ici ses incroyables richesses. La gemme légendaire "Joie du Thésauriseur" s'obtient en tuant ce boss. Il s'agit d'ailleurs du seul moyen d'obtenir cette gemme[6].

La mise à jour 2.3 donne accès à un nouvel "artisan" : le cube de Kanai, nouvelle version du cube Horadrim du précédent opus. Ce dernier offre de nouvelles fonctionnalités inédites aux joueurs. Il permet d'extraire un pouvoir unique d'un légendaire en détruisant ce dernier, à noter que ce pouvoir est ensuite conservé dans le cube, mais aussi de reforger un légendaire en réattribuant les statistiques de l'équipement avec 10 % de chance qu'il soit "ancien". Le cube permet également de transformer un objet rare en légendaire et de convertir une pièce d'ensemble en une autre du même set. En particulier, le cube offre une augmentation supplémentaire, appelée "Désespoir de Caldesann", sur une pièce d'armure dans l'une des 4 caractéristiques principales (force, intelligence, agilité ou vitalité) qui s'ajoute aux statistiques précédentes de l'équipement. Cette mise à jour apporte aussi de nombreux changements au mode aventure.
La version  2.4.3, sortie sur PC et Consoles le 6 janvier 2017, contient une nouvelle carte spécifique et temporaire, pour fêter les 20 ans de la sortie de Diablo 1. Le joueur dispose d'un portail supplémentaire a Tristram, menant à l'ancienne ville, il se retrouve projeté dans les niveaux qui ont fait le succès du jeu original ; les développeurs ont utilisé plusieurs techniques afin de recréer l'ambiance du jeu original sur les 20 niveaux qu'il comporte (affichage « rétrovision » (filtre graphique afin de reproduire les images de l'époque (1997)), déplacements limités à huit directions, sons originaux et musiques de Diablo), la 9e saison « ladder », démarre également  ce même jour.
Le jeu apporte également un nouveau moteur 64 bits et le fonctionnement sous DirectX 11 natif avec de nouveaux éclairages et une amélioration de la qualité des textures, malgré quelques problèmes d'optimisations (lags).
Enfin, le patch 2.5, en plus de permettre l'arrivée du nécromancien, ajoute la possibilité d'obtenir des objets "Anciens Primordiaux" , encore plus rares que les précédents, mais avec des statistiques "parfaites". Deux nouvelles zones de jeu font également leur apparition dans les Actes II et IV.

## Versions
En plus de la version standard du jeu, publiée le 25 mars 2014, disponible en DVD et en téléchargement, une version deluxe et une version collector sont également disponibles. L'édition deluxe uniquement disponible en téléchargement comprend les bonus suivants : des apparences d'objets inédites (Transmogrification), un compagnon passif (molosse spectrale) qui vous accompagne et trois nouveaux emplacements de personnages. L'édition collector inclut les bonus de l'édition deluxe ainsi que deux DVD retraçant le développement du jeu, la bande originale de l’extension, un livre d’illustrations, un tapis de souris et des bonus pour d’autres jeux développés par Blizzard Entertainment.
Une version consoles sur PS3, PS4, Xbox 360 et Xbox One est également disponible depuis le 19 août 2014 et est incluse dans une compilation baptisée Diablo III: Ultimate Evil Edition,.

## Accueil

### Critiques
| Diablo III: Reaper of Souls |      |         |
| Média                       | Nat. | Notes   |
| Game Informer               | US   | 9,25/10 |
| Gamekult                    | FR   | 8/10    |
| GameSpot                    | US   | 8/10    |
| GamesRadar+                 | US   | 4/5     |
| IGN                         | US   | 9,1/10  |
| Jeuxvideo.com               | FR   | 17/20   |
| PC Gamer                    | US   | 87 %    |

### Ventes
Comme le jeu original, Reaper of Souls connaît un important succès commercial avec 2,7 millions de copies vendues en une semaine.
En août 2014, le total des ventes de Diablo III et de son extension s'élève à vingt millions d'exemplaires. Le 30 juin 2015, le jeu atteint les trente millions d’exemplaires vendus.